# Antonín Zápotocký
Antonín Zápotocký (1884. december 19. – 1957. november 13.) cseh kommunista politikus, Csehszlovákia elnöke volt.

## Fiatalkora
A Kladnói járásban, Zákolanyban született, öt gyermek közül másodikként, eredeti végzettsége kőfaragó.
Apja, Ladislav Zápotocký a Cseh Szociáldemokrata Párt (ČSSD) egyik alapítója volt.

## Politikai pályája
Ő volt a ČSSD balos szárnyának delegáltja a Komintern II. Kongresszusán, melyet Szentpéterváron tartottak 1920. július 19. és augusztus 7. között. Ő és Bohumír Šmeral voltak Csehszlovákia Kommunista Pártja alapítói, mikor e párt levált a ČSSD-ről. Zápotocký a párt főtitkára lett 1922-ben, a posztot 1925-ig látta el.
1940-ben a sachsenhauseni koncentrációs táborba szállították, ahonnan 1945-ben szabadult.
1946. június 18-ától július 18-áig az Alkotmányozó Nemzetgyűlés elnöke volt.
Zápotocký 1948. június 15-én lett miniszterelnök, az elnöki posztot elfoglaló Klement Gottwald helyébe lépve. 1953-ban Gottwald betegen érkezett haza Sztálin temetéséről, és március 14-én meg is halt, ekkor lett Zápotocký elnök.
Zápotocký Gottwaldnál humánusabban kormányzott, azonban a sztálinista pártfőtitkár, Antonín Novotný, Zápotockýt megkerülve érvényesítette az akaratát. A pénzügyi reform elleni tiltakozások lehetőséget adtak Novotnýnak, hogy befolyását növelje, míg végül egy moszkvai értekezleten megmondták Zápotockýnak, hogy „közösen irányítsanak”, ami ténylegesen a hatalomnak Novotný részére való átadását jelentette.
Zápotocký hivatalában maradt, amíg szívinfarktusban elhunyt 1957. november 13-án. Az elnöki székben Novotný követte őt.

## Irodalmi munkássága
Több novellát írt, pl. Vörös fények Kladno felett (Rudá záře na Kladnem).

### Magyarul megjelent művei
- Alapvető feladatunk – az első gottwaldi ötéves terv; Tatran, Bratislava, 1949 (Időszerű kérdések)
- Új harcosok sorakozója; ford. Vozári Dezső; Népszava, Bp., 1949
- Szakszervezeti mozgalom és a szocializmus építése. A szocializmust építeni annyit jelent, mint jobban gazdálkodni; Tatran, Bratislava, 1950 (Időszerű kérdések)
- Viharos esztendő. 1905. Regény; ford. Bálint Endréné; Szépirodalmi, Bp., 1951
- A szocializmus alapjainak építése Csehszlovákiában; RMP, Bukarest, 1951
- A csehek és a szlovákok megújhodott nemzeti frontja, népünk szilárd szövetsége a szocialista hazáért és a békéért vívott harcban. Beszéd a Nemzeti Front Központi Akcióbizottsága bővített elnökségének ülésén Brünnben, 1952. május 15-én; A Nemzeti Front Központi Akcióbizottsága, Pozsony, 1952
- Építsük a szocializmust, védjük meg köztársaságunk békéjét és önállóságát; Tatran, Bratislava, 1952 (Korszerű kiadványok)
- A forradalmi szakszervezeti mozgalom 1948 februárja után; ford. Bártfai K. László, Breuer Ilona; Práca–ROH, Bratislava, 1953 (A magyar nemzetiségű szakszervezeti tagok könyvtára)
- Vörös fény Kladno felett; ford. Pletrich Elemér, Pletrich Elemérné; Práca–ROH, Bratislava, 1953 (A magyar nemzetiségű szakszervezeti tagok könyvtára)
- Vörös fények Kladno felett. Regény; ford. Bálint Endréné, versford. Darázs Endre; Szépirodalmi, Bp., 1953
- ''Lenin és Sztálin zászlaja alatt, híven Klement Gottwald művéhez, előre a szocializmushoz. A. Zápotocký, N. A. Bulganyin, V. Siroký beszédei Kl. Gottwald temetésén Prágában, 1953. márc. 19-én; Politikai Kiadó, Bratislava, 1953
- A szakszervezetek egysége a szocializálásért vívott harc támasza. Gyűjtemény; ford. Koncsek László, Takács Sándor; Práca–ROH, Bratislava, 1953 (A magyar nemzetiségű szakszervezeti tagok könyvtára)
- Régi módon nem élhetünk tovább; ford. Tarjáni Andor; Práca–ROH, Bratislava, 1954 (Szakszervezeti tagok könyvtára)
- Viharos esztendő 1905. Visszaemlékezések és elbeszélések; ford. Pletrich Elemér; Práca, Bratislava, 1954 (Szakszervezeti tagok könyvtára)
- Antonín Zápotocký köztársasági elnök újévi szózata; Politikai, Bratislava, 1954
- A szakszervezeti tagokhoz. Válogatott beszédek és írások; ford. Fogarassy László; Práca–ROH, Bratislava, 1956
- Barunka; ford. Gyürkő Kázmér; Szlovák Szépirodalmi Kiadó, Bratislava, 1960

## Fordítás
- Ez a szócikk részben vagy egészben  az   Antonín Zápotocký című angol Wikipédia-szócikk ezen változatának fordításán alapul.  Az eredeti cikk szerkesztőit annak laptörténete sorolja fel. Ez a jelzés csupán a megfogalmazás eredetét és a szerzői jogokat jelzi, nem szolgál a cikkben szereplő információk forrásmegjelöléseként.
- Ez a szócikk részben vagy egészben  az   Antonín Zápotocký című cseh Wikipédia-szócikk ezen változatának fordításán alapul.  Az eredeti cikk szerkesztőit annak laptörténete sorolja fel. Ez a jelzés csupán a megfogalmazás eredetét és a szerzői jogokat jelzi, nem szolgál a cikkben szereplő információk forrásmegjelöléseként.